# FEVER (YOUR SONG IS GOODのアルバム)
『FEVER』（フィーバー）は、2006年7月5日に発売された日本のオルガン器楽曲バンド、YOUR SONG IS GOODのメジャー第1弾CDミニアルバム。発売元はカクバリズム/UNIVERSAL Jと共同リリースの形をとっている。

## 解説
YOUR SONG IS GOODメジャー・デビュー作。メンバー曰く「名刺代わり」の作品となっている。2022年3月23日にLPレコードも発売された。

## 収録内容
全編曲：YOUR SONG IS GOOD

### CD
1. THE INTRO〜ジ・イントロ〜
[Words&Music:サイトウ"JxJx"ジュン]　（1分48秒）[1]
タイトルは前作の「YOUR SONG IS GOOD」の最後の曲であった「THE OUTRO」にちなんでいる。基本的にバンドの自己紹介的な曲となっている。
バックで流れているガヤ音は「GAYA SONG IS GOOD」によるもの。
2. SUPER SOUL MEETIN’〜超ソウルミーティン〜
[Words&Music:サイトウ"JxJx"ジュン]　（3分35秒）[1]
YOUR SONG IS GOODの代表曲とも言える曲。
2003年にバンドが行き着いたダンスミュージックのスタイルをさらに突き詰めた結果、この曲が生まれた。ライブでは定番曲として演奏されている。
3. AAH WEE〜STOMP,JUMP&風呂編〜
[Words:ヨシザワ"モ〜リス"マサトモ、サイトウ"JxJx"ジュン Music:ヨシザワ"モ〜リス"マサトモ]　（2分39秒）
前作の「YOUR SONG IS GOOD」収録の初の唄モノ「WALKIN'WALKIN'」に続く唄モノ第2弾。ジャイブチューンである。
4. NETTAI BOY〜熱帯ボーイ〜
[Music:シライシコウジ]　（3分52秒）[1]
前作「YOUR SONG IS GOOD」収録の「LOVE GENERATION」の続編。
YSIG男前マイナーチューンシリーズ第2弾。
初の試みとしてアコースティックギターを導入している。
5. WAH! WAH! BOOGIE WOOGIE〜わぁわぁブギウギ
[Words&Music:サイトウ"JxJx"ジュン]　（3分26秒）[1]
「すっとぼけた」キラーチューン。
スリー・サンズ、アル・ケイシー・コムボ、カルロス・マルコム等を聴きすぎた結果生まれた。
6. A SHORT VACATION〜ア・ショート・バケイション〜
[Words&Music:ヨシザワ"モ〜リス"マサトモ]　（4分16秒）[1]
YSIG名物の「SHORT」シリーズ新章。
ライブでは、曲の前にハットリ"ショ〜ティ"ヤスヒコによる前説がある。
通称「ショ〜バケ」
7. APRIL SESSIONS〜四月の演奏〜
[Music:シライシコウジ]　（3分22秒）[1]
このアルバムの中で一番バンドセッションが反映された曲。
タイトルは4月に完成したからという理由から付けられた。
8. FEVER〜フィーバー〜
[Words&Music:ヨシザワ"モ〜リス"マサトモ]　（3分39秒）[1]
タイトルチューン。
「F!E!V!E!R!」の連呼と「GAYA SONG IS GOOD」によるガヤ音とラテンの隠し味が入っているとのこと。

### LPレコード
【A面】
1. THE INTRO ～ジ・イントロ～
2. SUPER SOUL MEETIN' ～超ソウルミーティン～
3. AAH WEE ～STOMP, JUMP & 風呂編～
4. NETTAI BOY ～熱帯ボーイ～

【B面】
1. WAH! WAH! BOOGIE WOOGIE ～わあわあブギウギ～
2. A SHORT VACATION ～ア・ショート・バケイション～
3. APRIL SESSIONS ～4月の演奏～
4. FEVER ～フィーバー～